# Curt Söderberg
Curt Erik Valdemar Söderberg, född den 19 januari 1927 i Simtuna, död den 1 september 2010 i Sollentuna, var en svensk hinderlöpare.
Söderberg innehade det svenska rekordet på 3 000 meter hinder åren 1952 till 1956. Han deltog vid Olympiska sommarspelen 1952 där han kom femma i grenen. Han slog igenom som 22-åring då han vann 3 000 meter hinder 1949 i kampen mellan Norden och USA på Bislett. Han var gift med Inger Söderberg, de fick tillsammans tre barn.